# Heerenveen (municipio)
Heerenveen (en frisón, It Hearrenfean) es un municipio de la provincia de Frisia en los Países Bajos. En 2012 tenía una población de 43.239 habitantes ocupando una superficie de 140,07 km², de los que 5,03 km² corresponden a la superficie ocupada por el agua, con una densidad de 320 h/km².  
El municipio cuenta con solo dieciséis núcleos de población, cuyos nombres oficiales son los neerlandeses excepto para la aldea denominada en frsisón De Knipe, De Knijpe en neerlandés. El mayor de esos núcleos es con diferencia la ciudad homónima de Heerenveen, con cerca de 29.000 habitantes en 2007. 

## Galería

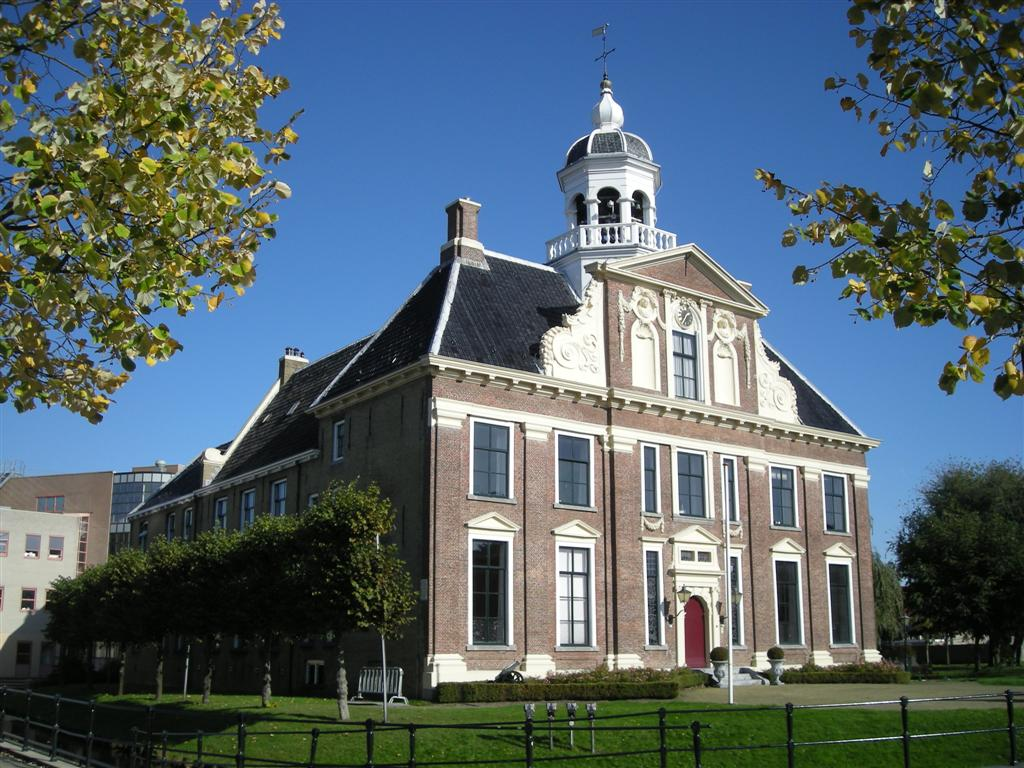
Crackstate.
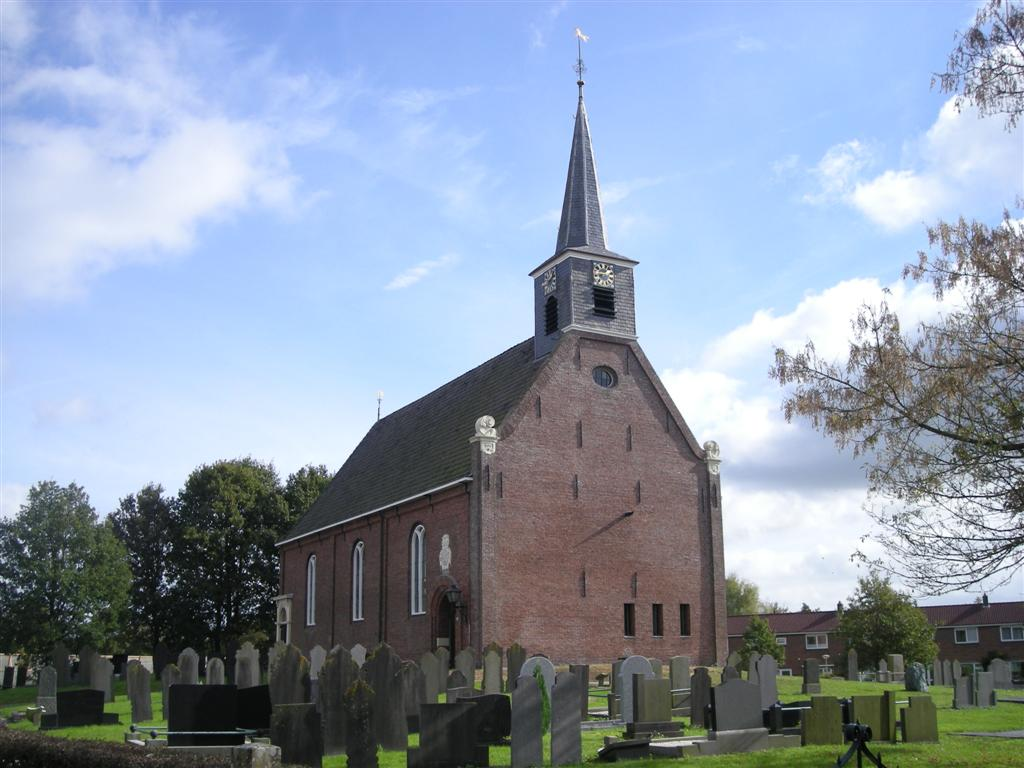
Iglesia de Oudeschoot
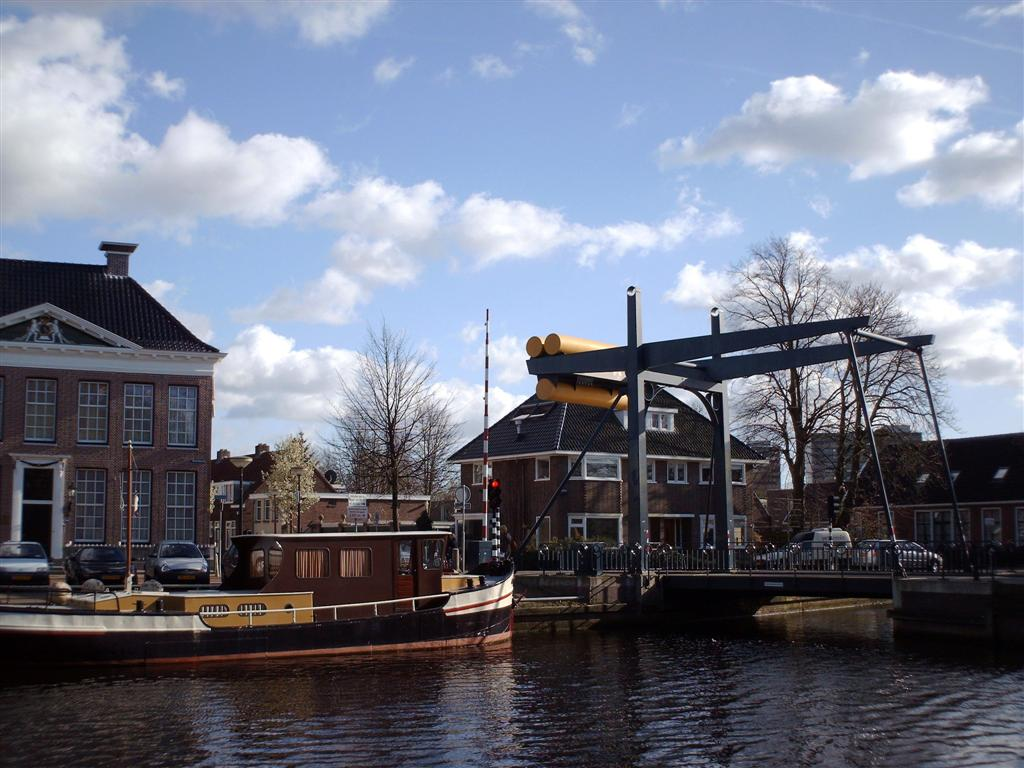
Herenwalsterbrug.
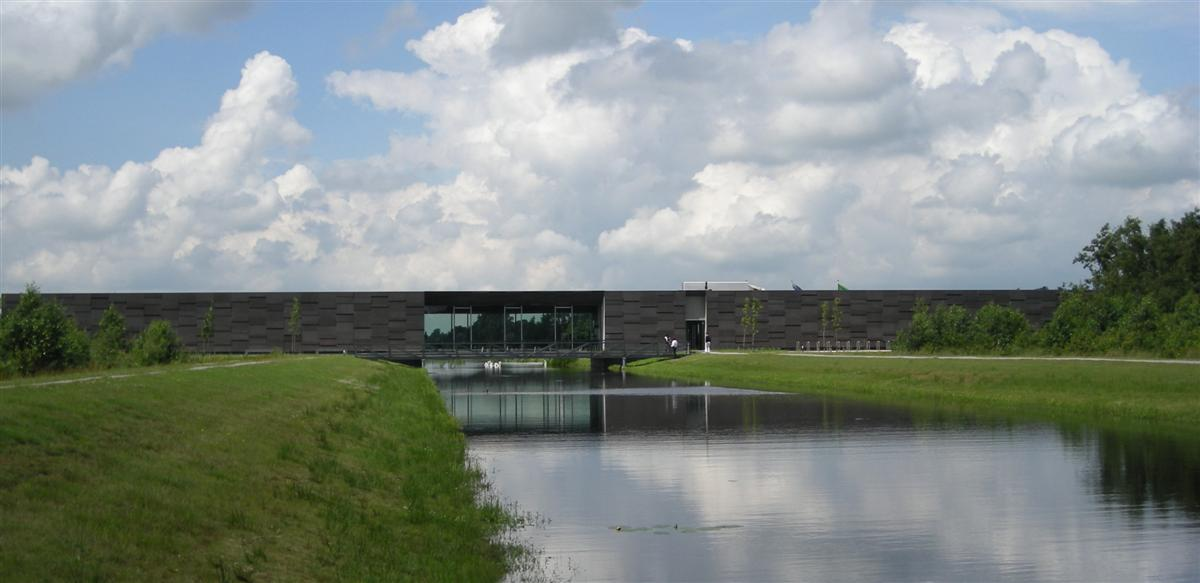
Harlingen, Museo Belvédère, dedicado al arte moderno y contemporáneo.
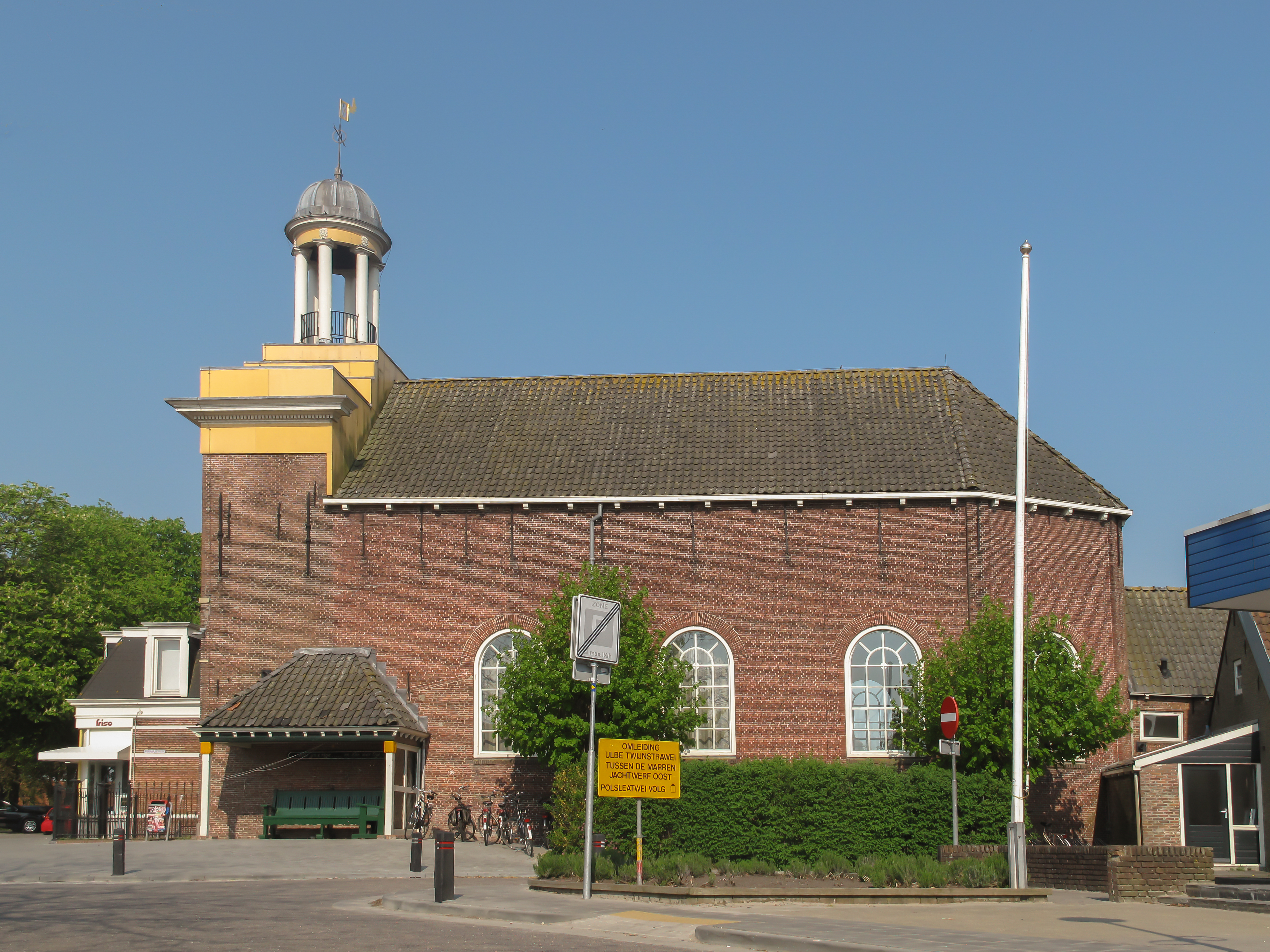
Iglesia de Akkrum